# Sátiro y bacante
Sátiro y bacante (Satyre et bacchante o Satyre lutinant une nymphe) es un grupo esculpido en mármol por James Pradier entre 1830 y 1834.
«La bacchante de M. Pradier est so belle, ce marbre rend so admirablement tout que Laïs trantra à l'aréopage, que la cause de l'artiste est gagnée.»
«La bacante del señor Pradier es tan hermosa, este mármol representa tan admirablemente todo lo que Lais  mostró en el Areópago, que la causa del artista está ganada.»
(La Revue de París, 1834  )

Cuando fue expuesta en el Salón de 1834, la obra causó escándalo por su realismo y sensualidad.  El grupo de mármol se conserva desde 1980 en París, en las colecciones del departamento de escultura francés del museo del Louvre.  El modelo en yeso realizado en 1830 se conserva en el Museo de Bellas Artes de Lille. 

## Historia
Expuesta en el Salón de 1834, la escultura fue rechazada por el gobierno. Fue adquirida por Anatolio Demidoff, príncipe de San Donato y mecenas de las artes, quien la trajo a Italia.  En 1870, Lord Richard, marqués de Herford, la compró a través del experto M. Manheim por 10.300 francos. La obra fue heredada por John Murray Scott, quien la puso a la venta en 1904 en París. Posteriormente pasó a formar parte de la colección de G. Potin y, en 1940, de la de Édouard Labouchère, último propietario privado de la escultura. En 1980 fue adquirida por el Museo del Louvre con la participación de la Sociedad de Amigos del Louvre (número de inventario: RF 3475). 

## Descripción

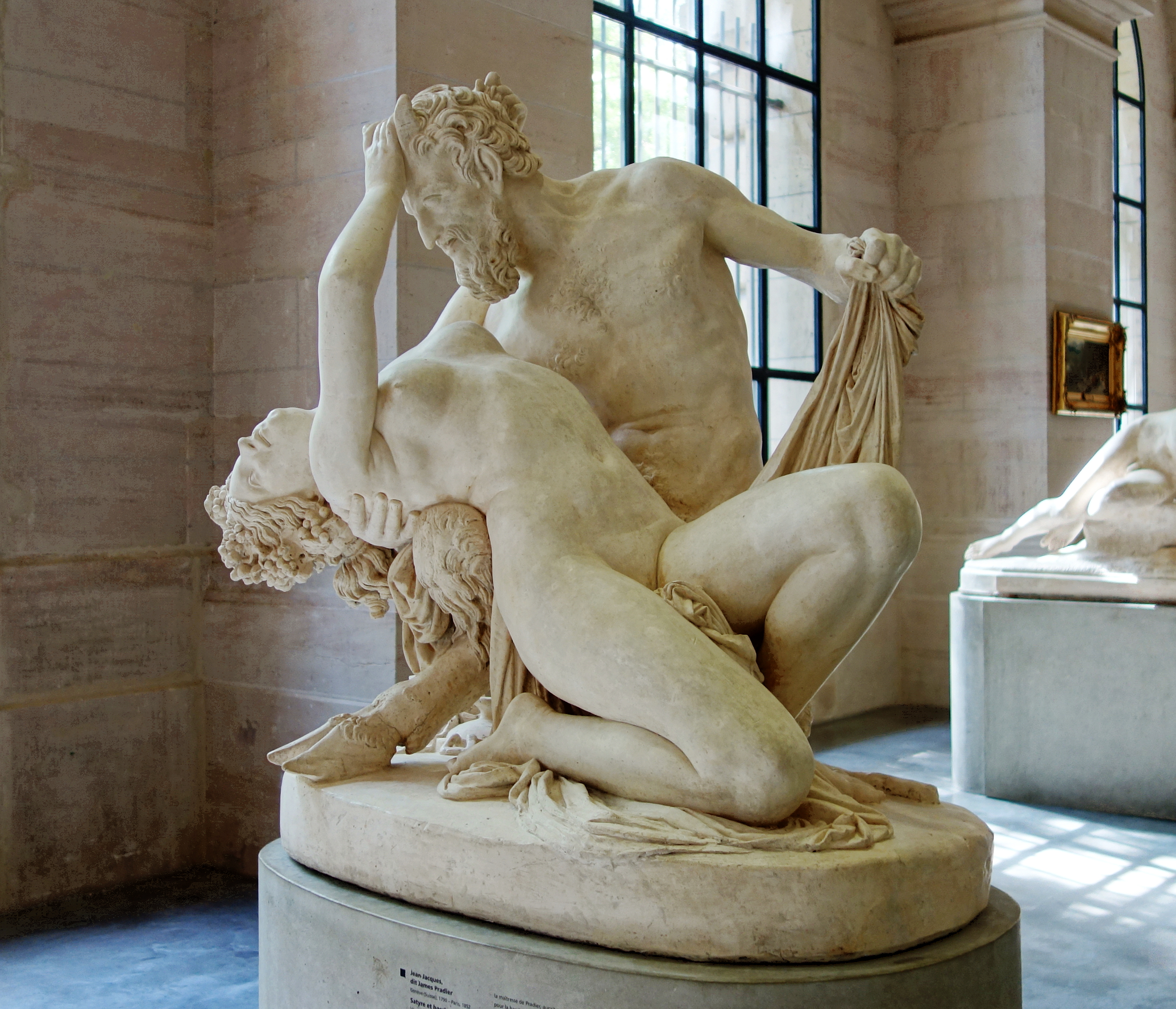
El modelo en yeso conservado en el museo de Lille.

La escultura representa a un sátiro y una bacante a tamaño natural en una escena que podría ser tanto un juego erótico como un intento de violación.  El sátiro está representado en su forma híbrida de hombre con patas de cabra, con pezuñas, cuernos y cola. Coloca una rodilla en el suelo mientras con la otra sostiene el cuerpo de la bacante, sujetando el hombro de esta última con la mano derecha. Con su mano izquierda, el sátiro tira de un hermoso paño, desnudándola por completo. La bacante parece intentar apartarlo agarrándole el pelo con la mano izquierda y un cuerno con la derecha. Lleva una corona con racimos de uvas, tiene los ojos semicerrados y una media sonrisa se dibuja en su rostro. Inclinándose hacia la bacante, el sátiro la mira con expresión de deseo. 

### Realización
Con la ayuda de su alumno Antoine Étex, Pradier creó el modelo de terracota que, una vez modelado en yeso, fue esculpido a partir de un único bloque de mármol entre 1830 y 1834. El modelo en yeso, patinado en ocre, se conserva en la galería de esculturas del Palacio de Bellas Artes de Lille. Una restauración confirmó la hipótesis según la cual este grupo preparatorio de yeso era efectivamente el modelo original, ya que presenta huellas de elaboración, características de un yeso destinado a servir de modelo para esculpir el mármol. 
Según Sara Vitacca, basándose en el testimonio de Antoine Étex, el desnudo femenino se obtuvo a partir de un molde del natural, práctica mal vista en la época.  En cuanto a la modelo, los autores contemporáneos creyeron haber reconocido en la bacante los rasgos de Juliette Drouet, entonces amante de Pradier.  Claire Maingeon también plantea la hipótesis de que la esposa del escultor, Louise Pradier (la doncella de d'Arcet), descrita por Alejandro Dumas como "extraordinariamente bella", podría haber servido de modelo.  Se ha identificado en ocasiones al sátiro como un autorretrato de Pradier, aunque se parece más a modelos antiguos,  pero para Claude Lapaire se trata de manifestaciones del inconsciente del escultor, más que del deseo de reproducir los rasgos de una persona real.

## Fuentes de inspiración

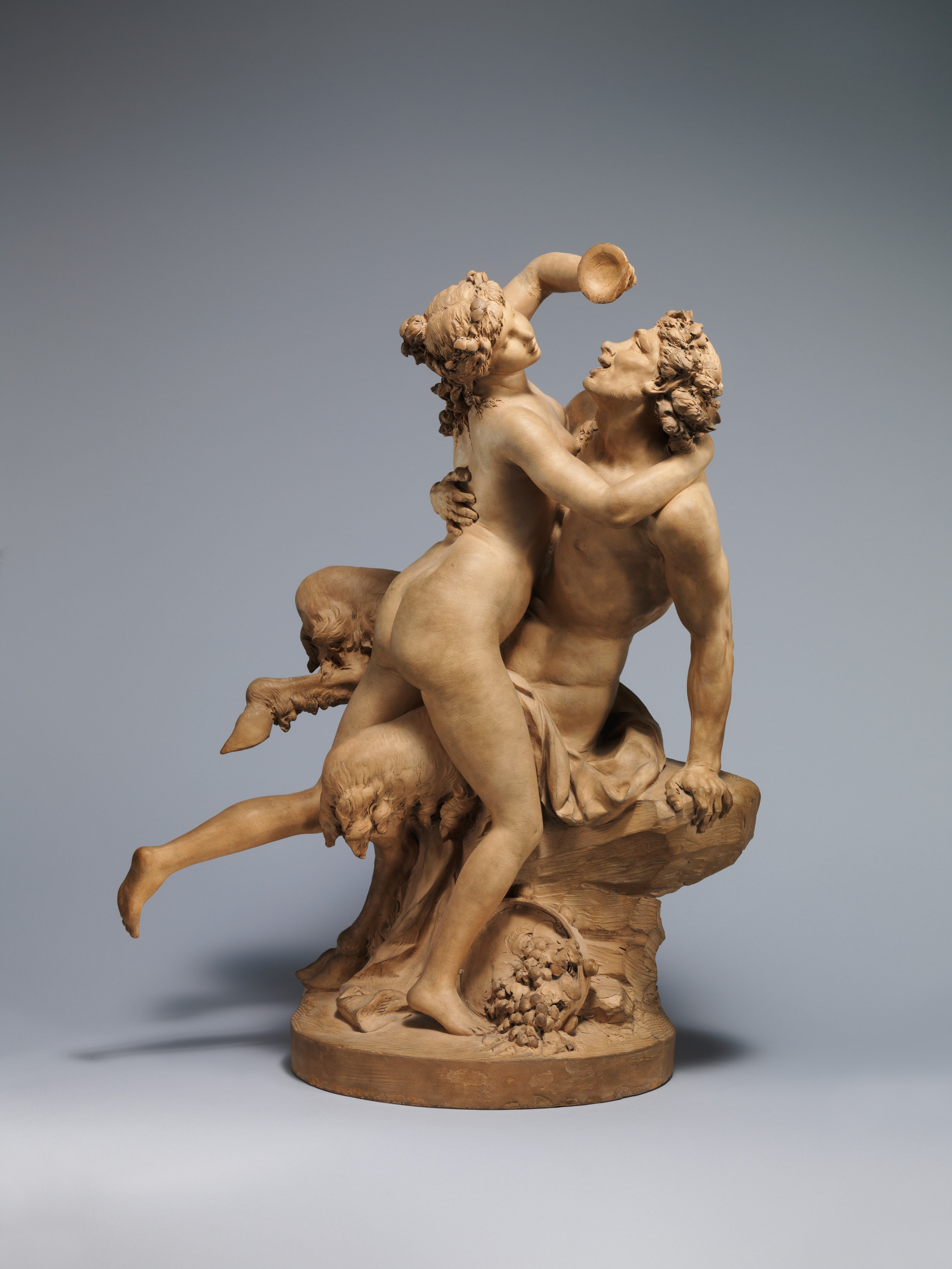
Una estatuilla de terracota con temática báquica de Clodion, quizás una fuente de inspiración para Pradier.

## Influencia

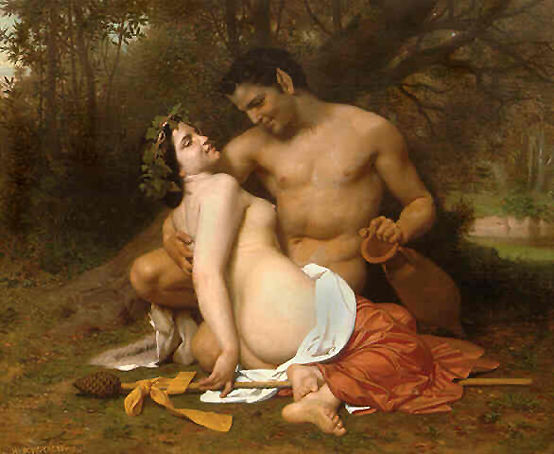
William-Adolphe Bouguereau, Fauno y bacante, 1861.